# Punkt Kontrolno-Przejściowy
Punkt Kontrolno-Przejściowy (ros.) Контрольно-пропускной пункт (КПП) – radziecka i rosyjska formacja organizacyjno-techniczna, odpowiadająca Przejściowemu punktowi kontroli (PPK) na granicach Polski po II wojnie światowej.
PK-P to specjalnie wyposażone miejsce, przez które w ustalonym porządku odbywa się przepuszczanie ludzi i środków transportu, jak również kontrola legalności wnoszenia/wynoszenia bądź wwozu/wywozu środków materialnych na (lub z) wojskowe terytorium lub określone rejony (części miejscowości). Może być stacjonarne lub czasowe. W Siłach Zbrojnych Federacji Rosyjskiej do pełnienia służby na PK-P wyznacza się całodobową służbę w składzie dyżurny i jego pomocnicy.
Szczególnym przypadkiem jest PK-P na granicy - w tym wypadku to wydzielona część (pododdział) wojsk pogranicza, jak również miejsce, gdzie wypełnia ona zadania ochrony granicy Federacji Rosyjskiej.